# Suarius helana
Suarius helana là một loài côn trùng trong họ Chrysopidae thuộc bộ Neuroptera. Loài này được X.-k. Yang miêu tả năm 1993.